# IF Saab
L'IF Saab est un club omnisports qui se situe à Linköping en Suède. Il a été fondé en 1941 par des employés de l'entreprise Saab.
Il est notamment connu pour ses sections de handball masculin et de football.

## Section de handball
- Championnat de Suède
  - Vainqueur (3) : 1968, 1973, 1974
  - Finaliste (1) : 1990
- Coupe de Suède
  - Vainqueur (1) : 1990